# Председатель Верховного Совета Российской Федерации
Председатель Верховного Совета Российской Федерации (до 16 мая 1992 года — Председатель Верховного Совета РСФСР) — с 1938 по 1990 год — должностное лицо, занимавшееся ведением заседаний Верховного Совета РСФСР. В 1990—1991 гг. высшее должностное лицо РСФСР. В 1991—1993 гг. — спикер парламента.

## Избрание на должность
В соответствии с Конституцией Российской Советской Федеративной Социалистической Республики 1978 года (с изменениями 1989—1992 годов) Председатель Верховного Совета РСФСР избирался на Съезде народных депутатов путём тайного голосования с использованием бюллетеней из числа народных депутатов РСФСР сроком на пять лет и не более, чем на два срока подряд (статья 115 Конституции).
До этого (по первоначальной редакции Конституции и по Конституции 1937 года) Председатель ВС избирался непосредственно Верховным Советом.

## Полномочия
До 1989 года в соответствии с Конституциями 1937 и 1978 годов полномочия Председателя ВС были весьма скромными. В соответствии со статьей 28 Конституции 1937 года и первоначальной редакцией статьи 106 Конституции 1978 года Председатель ВС лишь ведал внутренним распорядком ВС и председательствовал на его заседаниях. Высшим должностным лицом республики (то есть главой РСФСР) он также не был: характерные для этого должностного лица полномочия были отнесены к ведению Президиума Верховного Совета, а подписание законов и других актов ВС осуществляли Председатель и Секретарь Президиума Верховного Совета РСФСР. Кроме того, все председатели Верховного совета РСФСР с 1938 по 1990 занимали свой пост по совместительству: среди них были секретарь ВЦСПС, крупные ученые, писатель.
В 1989 году Верховный Совет принял поправки к Конституции. В соответствии с ними Председатель Верховного Совета стал высшим должностным лицом РСФСР, избираемым Съездом народных депутатов РСФСР. В течение 1989—1991 годов полномочия Председателя ВС РСФСР как высшего должностного лица республики были определены следующим образом:
- осуществление общего руководства подготовкой вопросов, подлежащих рассмотрению Съездом народных депутатов РСФСР и Верховным Советом РСФСР; подписание законов РСФСР и других актов, принятых Съездом народных депутатов РСФСР, Верховным Советом РСФСР и Президиумом Верховного Совета РСФСР;
- представление Съезду народных депутатов РСФСР и Верховному Совету РСФСР доклады о положении республики и о важных вопросах её внутренней и внешней политической деятельности; об участии в обеспечении обороноспособности и безопасности РСФСР;
- представление Съезду народных депутатов РСФСР кандидатуры для избрания на должность Первого заместителя и заместителя Председателя Верховного Совета РСФСР, а также предложения о персональном составе Комитета конституционного надзора РСФСР (c 15 декабря 1990 года — Конституционного суда РСФСР);
- представление Верховному Совету РСФСР кандидатуры для назначения или избрания на должности Председателя Совета Министров РСФСР, Председателя Комитета народного контроля РСФСР, Председателя Верховного Суда РСФСР, Главного государственного арбитра РСФСР, а затем представление этих должностных лиц Съезду народных депутатов РСФСР на утверждение;
- ведение переговоров и подписывание международных договоров РСФСР.
- Представление РСФСР внутри страны и в международных отношениях.

В связи с введением поста Президента РСФСР полномочия Председателя Верховного Совета были перераспределены следующим образом:
- осуществление общего руководства подготовкой вопросов, подлежащих рассмотрению Съездом народных депутатов РСФСР и Верховным Советом РСФСР; подписывание актов, принятых Съездом народных депутатов РСФСР, Верховным Советом РСФСР и Президиумом Верховного Совета РСФСР;
- представление Съезду народных депутатов РСФСР и Верховному Совету РСФСР сообщения о положении республики и о важных вопросах её внутренней и внешней политической деятельности; об участии в обеспечении обороноспособности и безопасности РСФСР;
- представление Съезду народных депутатов РСФСР кандидатуры для избрания на должность Первого заместителя и заместителей Председателя Верховного Совета РСФСР, а также предложения о персональном составе Конституционного суда РСФСР;
- представление Верховному Совету РСФСР кандидатуры для избрания на должности Председателя Верховного Суда РСФСР и Председателя Высшего арбитражного суда РСФСР, а затем представление этих должностных лиц Съезду народных депутатов РСФСР на утверждение

21 апреля 1992 года была принята поправка, предусматривающая, что Председатель ВС РФ ведет переговоры и подписывает соглашения между законодательными органами (парламентами) Российской Федерации и суверенных государств с последующим предоставлением соглашений на ратификацию Верховному Совету Российской Федерации. Её появление было вызвано произошедшим ранее распадом СССР и обретением Российской Федерацией статуса независимого государства, хотя в российской конституции частично оставались упоминания о конституции и законах СССР.
9 декабря 1992 года было установлено, что «в случае невозможности исполнения полномочий Президента Российской Федерации вице-президентом Российской Федерации они переходят последовательно к Председателю Совета Министров Российской Федерации, Председателю Верховного Совета Российской Федерации».
Конституция предусматривала, что Председатель Верховного Совета Российской Федерации издает распоряжения.
Первый заместитель Председателя Верховного Совета Российской Федерации и заместители Председателя Верховного Совета Российской Федерации выполняли по уполномочию Председателя Верховного Совета Российской Федерации отдельные его функции и замещали Председателя в случае его отсутствия или невозможности осуществления им своих обязанностей

## Освобождение от должности
До 1989 года Конституция не предусматривала процедуры освобождения Председателя ВС от должности (хотя и подразумевалось, что его может отозвать Верховный Совет). В соответствии с поправками к Конституции, принятыми в 1989 году, Председатель ВС стал подотчётен Верховному Совету и Съезду и мог быть в любое время отозван Съездом народных депутатов Российской Федерации путём тайного голосования.

## Председатели Верховного Совета РФ (РСФСР)
| #  | Ф. И. О.                                        | В должности     | В должности     | Партийная принадлежность |
| #  | Ф. И. О.                                        | Начало          | Окончание       | Партийная принадлежность |
| -- | ----------------------------------------------- | --------------- | --------------- | ------------------------ |
| 1  | Жданов, Андрей Александрович (1896—1948)        | 15 июля 1938    | 20 июня 1947    | ВКП(б)                   |
| 2  | Тарасов, Михаил Петрович (1899—1970)            | 20 июня 1947    | 14 марта 1951   | ВКП(б) → КПСС            |
| 3  | Соловьёв, Леонид Николаевич (1906—1993)         | 14 марта 1951   | 23 марта 1955   | ВКП(б) → КПСС            |
| 4  | Горошкин, Иван Васильевич (1905—1983)           | 23 марта 1955   | 15 апреля 1959  | ВКП(б) → КПСС            |
| 5  | Прохоров, Василий Ильич (1906—1989)             | 15 апреля 1959  | 4 апреля 1963   | КПСС                     |
| 6  | Крестьянинов, Василий Иванович (1906—1979)      | 4 апреля 1963   | 11 апреля 1967  | ВКП(б) → КПСС            |
| 7  | Миллионщиков, Михаил Дмитриевич (1913—1973)     | 11 апреля 1967  | 27 мая 1973     | КПСС                     |
| 8  | Котельников, Владимир Александрович (1908—2005) | 30 июля 1973    | 25 марта 1980   | КПСС                     |
| 9  | Грибачёв, Николай Матвеевич (1910—1992)         | 25 марта 1980   | 16 мая 1990     | КПСС                     |
| 10 | Ельцин, Борис Николаевич (1931—2007)            | 29 мая 1990     | 10 июля 1991    | КПСС (1961—1990)         |
| 11 | Хасбулатов, Руслан Имранович (1942—2023)        | 29 октября 1991 | 25 декабря 1993 | КПСС (1966—1991)         |